# Te dejo en libertad
Singles de Ha*Ash
Impermeable
(2011) Todo no fue suficiente
(2012)
Te dejo en libertad  est le deuxième single de l'album A Tiempo (2011) du groupe américain Ha*Ash. Sorti en juillet 2011, la chanson est écrite par Ashley Grace, Hanna Nicole et José Ortega; produite par Áureo Baqueiro.

## Composition
Te dejo en libertad est une chanson aux genres Ballade et pop. La chanson est écrite par Ashley Grace, Hanna Nicole et José Ortega; produite par Áureo Baqueiro.

## Vidéo musicale
Celui-ci a été mis en ligne le 20 juillet 2011 sur le compte Vevo du groupe. Le deuxième vidéo, réalisé par Nahuel Lerena, a été tourné dans une Studios Churubusco, Mexico et sorti en octobre 2015.

## Classement
| Classement (2011)            | Meilleure position |
| ---------------------------- | ------------------ |
| Mexique (Espanol Airplay)    | 1                  |
| Mexique (Airplay)            | 1                  |
| Mexique (Monitor Latino)     | 1                  |
| États-Unis (Latin Pop Songs) | 20                 |

## Certifications
| Pays    | Organisme | Certification | Vente  |
| ------- | --------- | ------------- | ------ |
| Mexique | AMPROFON  | Platine + Or  | 90 000 |